# 單葉岩瓷蟹
單葉岩瓷蟹（学名：Petrolisthes unilobatus）为瓷蟹科岩瓷蟹屬下的一个种。